# Alfredo F. Mayo
Pour les articles homonymes, voir Fernández et Mayo.
Fernández  Mayo est un nom espagnol. Le premier nom de famille, en général paternel, est Fernández ; le second, en général maternel, souvent omis, est Mayo.
Ne doit pas être confondu avec Alfredo Mayo.
Alfredo F. Mayo est un directeur de la photographie espagnol, crédité aussi sous les patronymes de Alfredo Fernández Mayo et Alfredo Mayo.

## Biographie

### Liens familiaux
Alfredo F. Mayo est le neveu de l'acteur Alfredo Mayo.

## Filmographie
- 1987 : El Lute, marche ou crève de Vicente Aranda
- 1991 : Talons aiguilles
- 1993 : Todos a la cárcel de Luis García Berlanga
- 2000 : Vies brûlées
- 2002 : Les Lundis au soleil de Fernando León de Aranoa
- 2003 : Galindez de Gerardo Herrero
- 2012 : Silencio en la nieve